# László Honti
László Honti (Lengyeltóti, 27 agosto 1943) è un linguista ungherese, specializzato in linguistica comparativa uralica.
È anche membro dell'Accademia ungherese delle scienze.

## Biografia
Nel 1961 consegue la maturità al liceo "János Vajda" di Keszthely. Nel 1963 si iscrive presso la Facoltà di Lettere dell'Università Loránd Eötvös di Budapest, dove studia lingua russa e lingua ungherese.
Due anni più tardi inizia a studiare anche filologia ugrofinnica. Negli anni 1966 e 1967 è borsista in Finlandia presso le università di Turku e di Helsinki, dove nel 1970 consegue il dottorato di ricerca, per proseguire successivamente la propria carriera presso l'Accademia ungherese delle scienze (Magyar Tudományos Akadémia), dove dirige il Dipartimento di lingue uraliche per 9 anni, dal 1980 al 1988. Dal 1988 al 1997, presso l'Università di Groninga, nei Paesi Bassi, è professore e capodipartimento presso il Dipartimento di studi ugro-finnici. Nello stesso anno si trasferisce in Italia, assumendo l'incarico di professore ordinario presso il Dipartimento di linguistica generale e filologia ugrofinnica dell'Università degli Studi di Udine, esperienza conclusa nel 2008, anno in cui è nominato professore e capodipartimento del Dipartimento di Linguistica ungherese presso il Károly Gaspar Református Egyetem di Budapest. Dopo aver ricoperto vari incarichi nei comitati dell'Accademia ungherese delle scienze, ne è membro effettivo dal 2010, oltre a varie società scientifiche ungheresi e internazionali, tra cuj la Società ugrofinnica finlandese (Suomalais-Ugrilainen Seura) e la Società Linguistica Ungherese (Magyar Nyelvtudományi Társaság). László Honti è caporedattore della rivista Nyelvtudományi Közlemények e membro dei comitati editoriali di Officina Hungarica e Magyar Nyelv . Dal 2012 ricopre la carica di presidente della Societas Uralo-Altaica.

## Lavoro
Honti concentra principalmente i propri studi e ricerche sulla linguistica comparativa uralica e in particolare sulla storia delle lingue obugriche (hantico e mansico) occupandosi delle questioni morfologiche e sintattiche delle lingue ugrofinniche. Le sue opere e i suoi lavori sono pubblicati in diverse lingue: oltre all' ungherese, come inglese, tedesco e italiano.

## Premi
- 1977 Gombocz Zoltán - emlékérem (medaglia commemorativa)
- 1977, 1982 Kritikai nívódíj (Premio livello critico), Akadémiai Kiadó (Casa editrice accademica)
- 1993 Akadémiai Díj (Premio accademico, condiviso)
- 2006 Munkácsi Bernát-díj (premio)

## Opere
L'elenco seguente è parziale; il totale delle opere del professor László Honti ammonta a 2754.

### Libri
- System der paradigmatischen Suffixmorpheme des wogulischen Dialektes an der Tawda (1975), Akadémiai Kiadó.
- Geschichte des obugrischen Vokalismus der ersten Silbe (1982), Akadémiai Kiadó.
- Die Grundzahlwörter der uralischen Sprachen (1993), Akadémiai Kiadó.
- Az obi-ugor konszonantizmus története (1999), Akadémiai Kiadó.

### Saggi
- Problema di numero (1997), pubblicato su Nyelvtudományi Közlemények.
- Die Negation im Uralischen I-III (1997), Akadémiai Kiadó.
- Urali birtokos szerkezetek (2004), Akadémiai Kiadó.
- Ricerca sulla preistoria della lingua ungherese (2005), Akadémiai Kiadó.